# برداشت بلند
در هنر سینما، برداشت بلند یا نمای بلند (به انگلیسی: Long take) که توسط برخی سکانس‌پلان نیز نامیده می‌شود، به یک پلان می‌گویند که نسبت به یک پلان معمولی دارای مدت زمان بسیار طولانی‌تری است. در واقع؛ برخلاف رسم معمول در سینما که پلان‌ها در مرحله تدوین کات می‌خورند، در برداشت بلند، صحنه به صورت یک‌تکه فیلم‌برداری می‌شود و در آن هیچ کاتی وجود ندارد. برداشت بلند از نظر لغوی گاهی با عبارت نمای دور (به انگلیسی: Long shot) اشتباه گرفته می‌شود. در ابتدا، مدت زمان برداشت‌های بلند محدود به زمانی بود که یک دوربین قادر بود تصاویر را ضبط کند اما با ظهور فناوری و ویدئوی دیجیتال، عرصه برای گرفتن نماهای طولانی بازتر شد.
باوجود اینکه منبع شروع استفاده از این سبک فیلم‌برداری به‌طور دقیق مشخص نیست، اما بسیاری فیلم طناب به کارگردانی آلفرد هیچکاک را از جمله اولین و بهترین نمونه‌های برداشت بلند در تاریخ سینما می‌دانند. در یک دوره، برداشت بلند جزو ویژگی‌های ثابت فیلم‌های تجربی و فیلم‌های هنری محسوب می‌شد اما به مرور جای خود را در آثار جریان اصلی نیز پیدا کرد. امانوئل لوبزکی، فیلم‌بردار مکزیکی که در سه سال پشت سرهم برنده جایزه اسکار بهترین فیلم‌برداری شده‌است از شاخص‌ترین افرادی است که به خاطر گرفتن نماهای بلند مشهور است. کارگردانان بسیاری در طول تاریخ سینما از این سبک استفاده کرده‌اند که از جمله آن‌ها می‌توان به کنجی میزوگوچی، آندری تارکوفسکی، اینگمار برگمان، بلا تار، آلفونسو کوارون، الخاندرو گونسالس اینیاریتو، وودی آلن و دیمین شزل اشاره کرد.
استفاده از برداشت بلند در سینمای ایران نیز سابقه دارد. از مشهورترین نمونه‌های آن می‌توان به فیلم‌های طبیعت بی جان، ماهی و گربه و قاعده تصادف شاره کرد. اصغر فرهادی، بهرام توکلی، سهراب شهیدثالث، عباس کیارستمی و شهرام مکری از جمله کارگردانان ایرانی هستند که از برداشت‌های بلند در آثار خود استفاده می‌کنند.

## فیلم‌سازانی که برای استفاده از برداشت بلند شناخته شده‌اند
- استنلی کوبریک[۵]
- آلفرد هیچکاک
- کنجی میزوگوچی
- آندری تارکوفسکی
- اینگمار برگمان
- آلفونسو کوارون
- ریچارد لینکلیتر
- الخاندرو گونسالس اینیاریتو
- استیون اسپیلبرگ
- بلا تار
- وودی آلن
- دیمین شزل
- دیوید لینچ
- سم اسماعیل
- تئو آنگلوپولوس
- گاس ون سنت
- وس اندرسن
- نوری بیلگه جیلان
- اپیچاتپونگ ویراستاکول
- کوئنتین تارانتینو
- ام. نایت شیامالان
- استیو مک‌کوئین
- مارتین اسکورسیزی

## نمونه‌هایی از برداشت بلند
- داستان آخرین گل داوودی
- ۱۹۱۷
- بازگشته
- ۲۰۰۱: ادیسه فضایی
- بردمن
- و مادرت نیز همین‌طور
- رما
- جاذبه
- فرزندان انسان
- غلاف تمام‌فلزی
- طناب
- لا لا لند
- پیش از طلوع
- پیش از غروب
- پیش از نیمه‌شب
- پسرانگی
- درخت گلابی وحشی
- ابدیت و یک روز